# عملية ليبيل
كانت عملية ليبيل («اليعسوب» بالألمانية) عملية إجلاء للقوات المسلحة الألمانية جرت في 14 مارس 1997 في العاصمة الألبانية تيرانا. في نفس الأسبوع، قامت القوات العسكرية الأمريكية،  البريطانية،  والإيطالية بإجلاء مواطنيها من ألبانيا. كانت عملية ليبيل هي المرة الأولى منذ الحرب العالمية الثانية التي يطلق فيها المشاة الألمان النار في القتال. 

## الوضع في ألبانيا
في أوائل عام 1997، انتشرت أعمال الشغب في جميع أنحاء ألبانيا بعد انهيار مخططات هرمية كبرى دفع البلاد إلى أزمة اقتصادية واجتماعية خطيرة، وبلغت ذروتها في الحرب الأهلية الألبانية. بعد نهب أسلحة الجيش والشرطة من قبل المتمردين والمجرمين والمدنيين، انزلقت أجزاء كبيرة من البلاد في الفوضى والعنف.  في 11 مارس صدرت تعليمات لجميع الرعايا الأجانب بمغادرة ألبانيا؛ نفذت القوات الإيطالية والأمريكية عمليات إخلاء أولية. بحلول منتصف نهار 13 آذار (مارس)، جعل الاضطراب المنتشر مغادرة البلاد بالوسائل التقليدية شبه مستحيل. مع عدم وجود مكان يذهبون إليه، فر عشرات الأشخاص إلى السفارة الألمانية التي لم يتم إجلاؤها بعد.

## الجدول الزمني
13 مارس
- عشية العملية، قرر وزير الدفاع الألماني، فولكر روه، تقليص وقت رد فعل القوات الألمانية في حالة الطوارئ في ألبانيا وأمر الفرقاطة نيدرساشسن بدخول المياه الألبانية.

14 مارس
- توجهت خمس طائرات هليكوبتر للنقل الثقيل من طراز سي إتش-53 سي ستاليون على متنها 89 جنديًا من وحدة قوة تحقيق الاستقرار الألمانية من البوسنة إلى دوبروفنيك، كرواتيا. في الوقت نفسه في ألمانيا، تم تجهيز ثلاث طائرات نقل من طراز سي-160 استعدادًا للسفر إلى البلقان. انتظرت الفرقاطة نيدرساشسن في حالة تأهب في ميناء دراس، ألبانيا.
- 11.30 صباحاً - قررت الحكومة الألمانية بقيادة المستشار هيلموت كول نشر القوات الألمانية لإخلاء السفارة. نظرًا لأن الجيش الألماني لا يمكنه العمل في الخارج دون إذن من البرلمان الألماني، فقد استخدمت الحكومة قواعد الطوارئ وأبلغت فقط قادة البرلمان ولجنة الدفاع بالعملية المخطط لها. طارت طائرات سي-160 إلى بودغوريتشا، الجبل الأسود. فرقة العمل، المكونة من طائرات سي إتش-53 وجنود من وحدات القتال والدعم والوحدات الطبية، انطلقت إلى تيرانا.
- 3.39 مساءً - على الرغم من أن القوات الأمريكية ألغت عملية إخلاء منفصلة في تيرانا بعد إصابة طائرة هليكوبتر من طراز بلاك هوك بنيران أسلحة خفيفة، قرر العقيد غلاواتز مواصلة الاقتراب. هبطت أول طائرة من طراز سي إتش-53 في مطار مهجور بالقرب من ضواحي تيرانا. تم وضع الأمن في المحيط وبدأ المدنيون بالصعود على المروحيات. واقترب مسلحون من العربات المدرعة من المنطقة وهاجموا المدنيين الهاربين. وعندما ردت الوحدات الألمانية على النيران، فتح مسلحون إضافيون النار من طرف قطاع الطيران. تم إطلاق 188 طلقة على الأقل على قوة الإخلاء، وأصيبت طائرة هليكوبتر من طراز سي إتش-53 بأضرار طفيفة. [5] وأصيب ألباني واحد على الأقل. [6]
- 4.09 مساءً - غادرت آخر طائرة هليكوبتر تيرانا.
- عادت المروحيات إلى الجبل الأسود مع اللاجئين بعد انتهاء العملية بنجاح؛ ثم تم نقلهم إلى ألمانيا. [7]

## قائمة الأشخاص الذين تم إجلاؤهم
| البلد           | عدد |
| --------------- | --- |
| ألمانيا         | 21  |
| هنغاريا         | 14  |
| اليابان         | 13  |
| النمسا          | 11  |
| جمهورية التشيك  | 5   |
| الدنمارك        | 3   |
| بيرو            | 3   |
| سويسرا          | 3   |
| مصر             | 2   |
| ألبانيا         | 2   |
| البوسنة والهرسك | 2   |
| هولندا          | 2   |
| بولندا          | 2   |
| أخرون           | 8   |

## روابط خارجية
1. ↑  "USIA - Transcript: DOD Briefing on Evacuations from Albania, 97-03-14". www.hri.org. مؤرشف من الأصل في 2020-09-03. اطلع عليه بتاريخ 2017-12-30.
2. ↑  Roberts, John (2009). Safeguarding the Nation: The Story of the Modern Royal Navy, 352pp, Seaforth Publishing, (ردمك 978 1 84832 043 7)
3. ↑  RP Online نسخة محفوظة 3 سبتمبر 2020 على موقع واي باك مشين.
4. ↑  "Political Unrest in Albania". PBS NewsHour (بالإنجليزية). Archived from the original on 2020-09-03. Retrieved 2017-12-30.
5. ↑  ''Operation "Libelle" Tirana '97: Das erste Gefecht der Bundeswehr'' RP Online, 14 March 2007 باللغة الألمانية نسخة محفوظة 27 فبراير 2008 على موقع واي باك مشين.
6. ↑  Laurin, Carin (2005). Baltic Yearbook of International Law, 2005. Martinus Nijhoff Publishers, p. 71. (ردمك 9004147888)
7. ↑  "Evacuations from Albania proceed amid a hail of bullets". سي إن إن. 14 مارس 1997. مؤرشف من الأصل في 2020-09-03. اطلع عليه بتاريخ 2017-12-30.

- تفاصيل حول المروحيات المستخدمة باللغة الألمانية